# Miguel Ángel Angulo
Miguel Ángel Angulo Valderrey (Gijón, 23 juni 1977) is een voormalig Spaans profvoetballer. Hij staat sinds augustus 2009 onder contract bij Sporting Lissabon, waar hij voor twee seizoenen tekende.
Angulo speelde van 1997 tot en met 2009 voor Valencia CF. Dat ontbond op 31 augustus 2009 zijn contract zodat hij transfervrij een nieuwe club kon gaan zoeken.

## Clubvoetbal
Angulo kwam in 1995 van de jeugdopleiding van Sporting Gijón naar het tweede elftal van Valencia CF. Na een jaar op huurbasis bij Villarreal CF in het 1996/1997 kwam de Asturiër in 1997 bij het eerste elftal van Valencia CF. Met Los Chés werd Angulo tweemaal landskampioen (2002, 2004) en won de middenvelder in 2004 de UEFA Cup. Bovendien bereikte Angulo in 2000 (3-0-verlies tegen Real Madrid) en 2001 (verlies na strafschoppen van Bayern München) met zijn club de finale van de UEFA Champions League.
Op woensdag 19 december 2007 werd bekendgemaakt dat Angulo net zoals Canizares en Albelda de club mocht verlaten.

### Statistieken
| seizoen    | club          | land            | competitie         | wed. | goals |
| ---------- | ------------- | --------------- | ------------------ | ---- | ----- |
| 1997/98    | Villarreal CF | Vlag van Spanje | Segunda División A | 32   | 9     |
| 1997/98    | Valencia CF   | Vlag van Spanje | Primera División   | 28   | 3     |
| 1998/99    | Valencia CF   | Vlag van Spanje | Primera División   | 36   | 8     |
| 1999/00    | Valencia CF   | Vlag van Spanje | Primera División   | 29   | 5     |
| 2000/01    | Valencia CF   | Vlag van Spanje | Primera División   | 28   | 0     |
| 2001/02    | Valencia CF   | Vlag van Spanje | Primera División   | 26   | 4     |
| 2002/03    | Valencia CF   | Vlag van Spanje | Primera División   | 25   | 4     |
| 2003/04    | Valencia CF   | Vlag van Spanje | Primera División   | 22   | 2     |
| 2004/05    | Valencia CF   | Vlag van Spanje | Primera División   | 25   | 3     |
| 2005/06    | Valencia CF   | Vlag van Spanje | Primera División   | 32   | 6     |
| 2006/07    | Valencia CF   | Vlag van Spanje | Primera División   | 21   | 4     |
| Bijgewerkt | 28-12-2006    |                 |                    |      |       |

## Nationaal elftal
Angulo won in 2000 de zilveren medaille op de Olympische Spelen van Sydney. Hij was basisspeler op dit toernooi en scoorde in de halve finale tegen de Verenigde Staten. In de finale bleek Kameroen na strafschoppen te sterk. Zijn debuut voor het Spaans nationaal elftal maakte Angulo op 17 november 2004 tegen Engeland.
1 Aranzubia ·
2 Lacruz ·
3 Capdevila ·
4 Marchena ·
5 Vergara ·
6 Albelda ·
7 Angulo ·
8 Xavi ·
9 José Marí ·
10 Gabri ·
11 Ferrón ·
12 Puyol ·
13 Luque ·
14 Amaya ·
15 Ismael ·
16 Velamazán · 
17 Tamudo ·
18 Ortiz ·
19 Dorado ·
20 Ania · 
21 Jesuli ·
22 Láinez ·
Coach: Sáez